# Ditlev Vibe (ämbetsman)

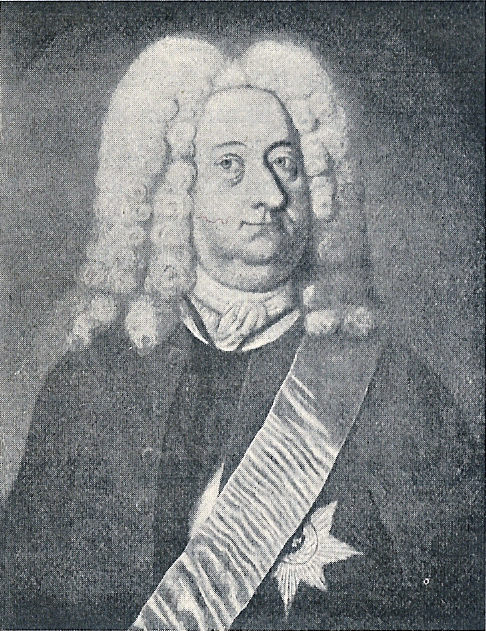
Ditlev Vibe.

Ditlev Vibe, född den 15 november 1670, död den 5 oktober 1731, var en dansk ämbetsman, son till Michael Vibe.
Vibe var från sin barndom nära förbunden med kung Fredrik IV och senare en av hans förtroliga rådgivare. Han blev redan 1699 oversekretær i danska kansliet och fick 1708 säte i konseljen. Avgjort fientlig mot Sverige, arbetade han mycket ivrigt för krigen 1709-20.
Efter Anna Sofias upphöjelse till drottning 1721, något som han ogillat, avlägsnades han från statsstyrelsen och blev ståthållare i Norge. Där var han mycket verksam till böndernas fromma och låg ständigt i strid med biskop Deichman.